# 静州 (辽朝)
静州，辽朝时设置州。属于上京道乌古敌烈路。
辽天祚帝天庆六年（1116年）升泰州金山县设立静州，治所在今内蒙古乌兰浩特市北15里乌兰哈达镇前公主陵屯“公主岭一号古城”《契丹国志》作靖州，不辖县。辽国灭亡后，成为金国所属乌古敌烈部游牧区，降为金山县，属泰州。